# St. Georg (Blens)
Die Kapelle St. Georg steht in Blens, einem Ortsteil der Stadt Heimbach im Kreis Düren, Nordrhein-Westfalen. Sie gehört zur römisch-katholischen Gemeinschaft der Gemeinden
Heimbach/Nideggen in der Region Düren des Bistums Aachen.
Die Kapelle steht direkt neben der Burg Blens. Die Bruchsteinkapelle ist aus Buntsandstein erbaut. Dem Westgiebel wurde ein Giebelturm mit spitzem Helm aufgesetzt, darunter ein Okulus und der rundbogige Zugang, die Traufseiten zu drei rundbogigen Fenstern und 3/8-Chorschluss mit mittlerem rundbogigem Fenster.
Ein erster Sakralbau an dieser Stelle wurde 1371 errichtet. Ab 1806 wurde die heutige Kapelle aus Mitteln des katholischen Pfarrers Aegidius Hubert Lauterbach (* 22. Februar 1768; † 23. Dezember 1851) erbaut und 1807 den Heiligen Georg und Blasius geweiht. Der in Blens geborene Lauterbach war 1786 der Benediktiner-Abtei Brauweiler beigetreten und hatte am 22. September 1792 die Priesterweihe empfangen. Nach Auflösung der Klöster im Rahmen der Säkularisation 1802 kehrte er an seinen Geburtsort zurück. Im Jahr 1813 wurde er zum Pfarrer von Weiskirchen berufen und wirkte anschließend von 1817 bis 1836 in seiner Heimatpfarre Berg. Während dieser Zeit ließ er ein geräumiges Vikarshaus neben der Kapelle in Blens erbauen, in dem er von 1836 bis zu seinem Tod lebte.
Der Sakralbau in der Sankt-Georg-Straße 11 in Blens ist unter Nr. 15 seit dem 1. Oktober 1987 in die Denkmalliste eingetragen.

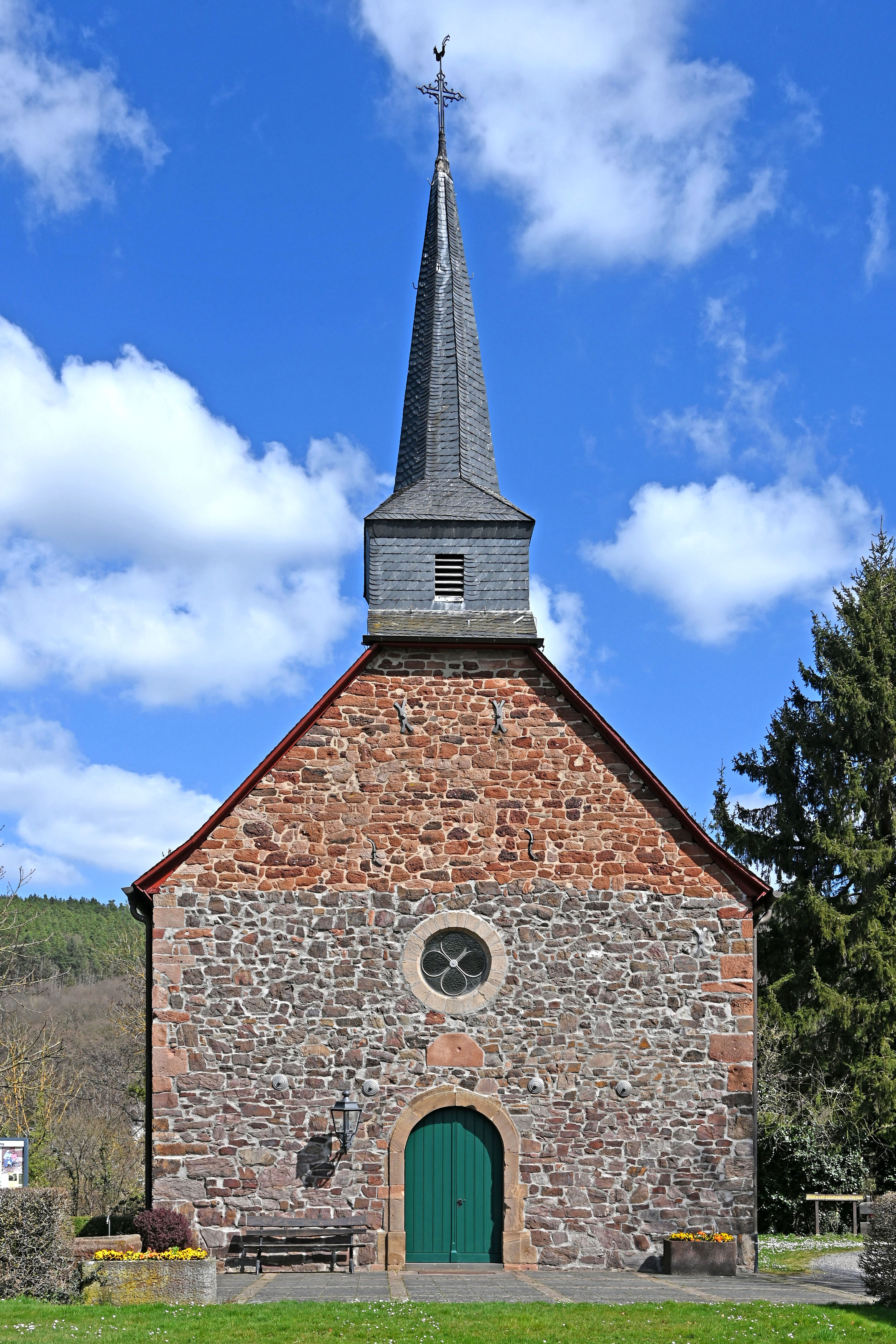
St. Georg
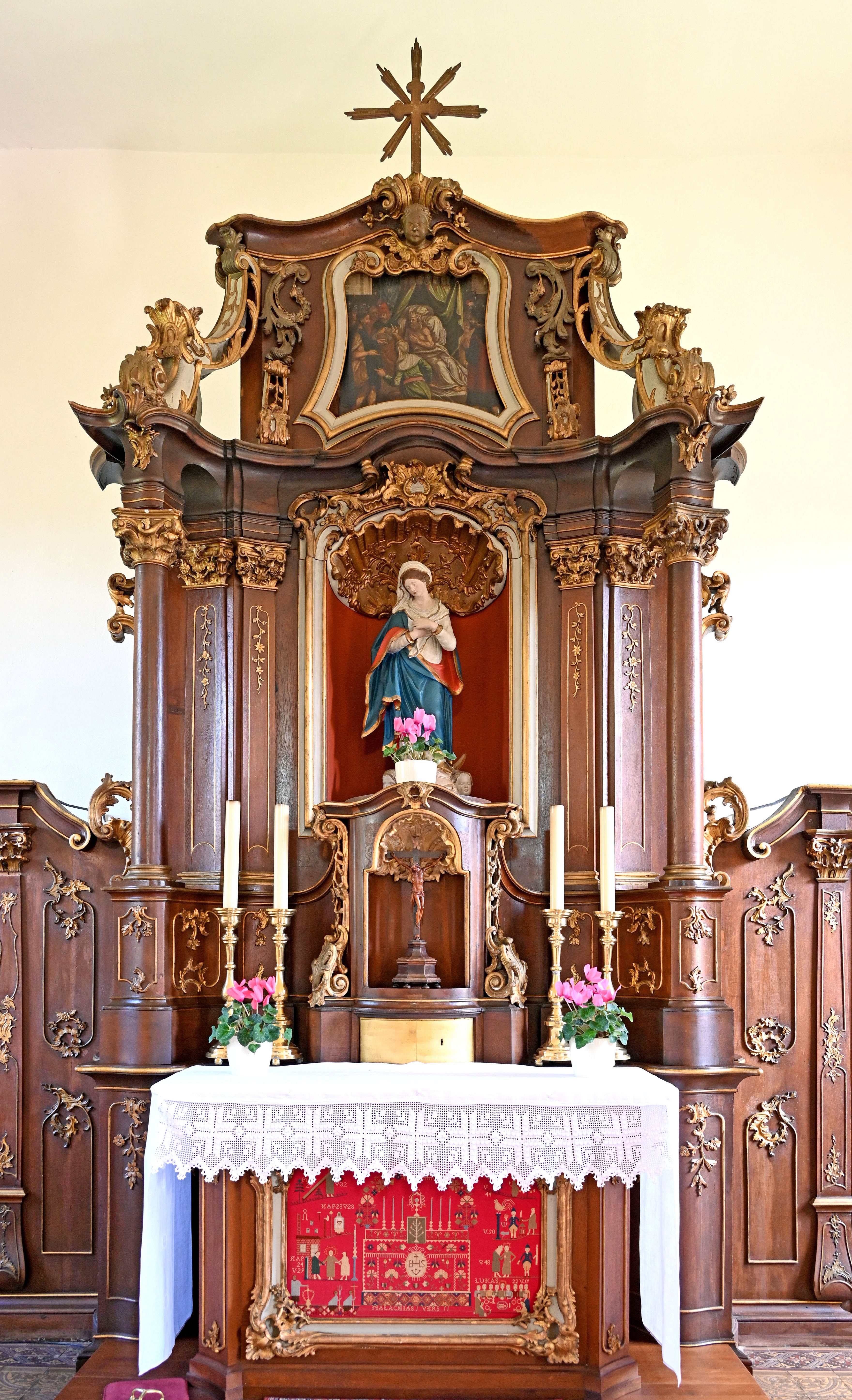
Hochaltar
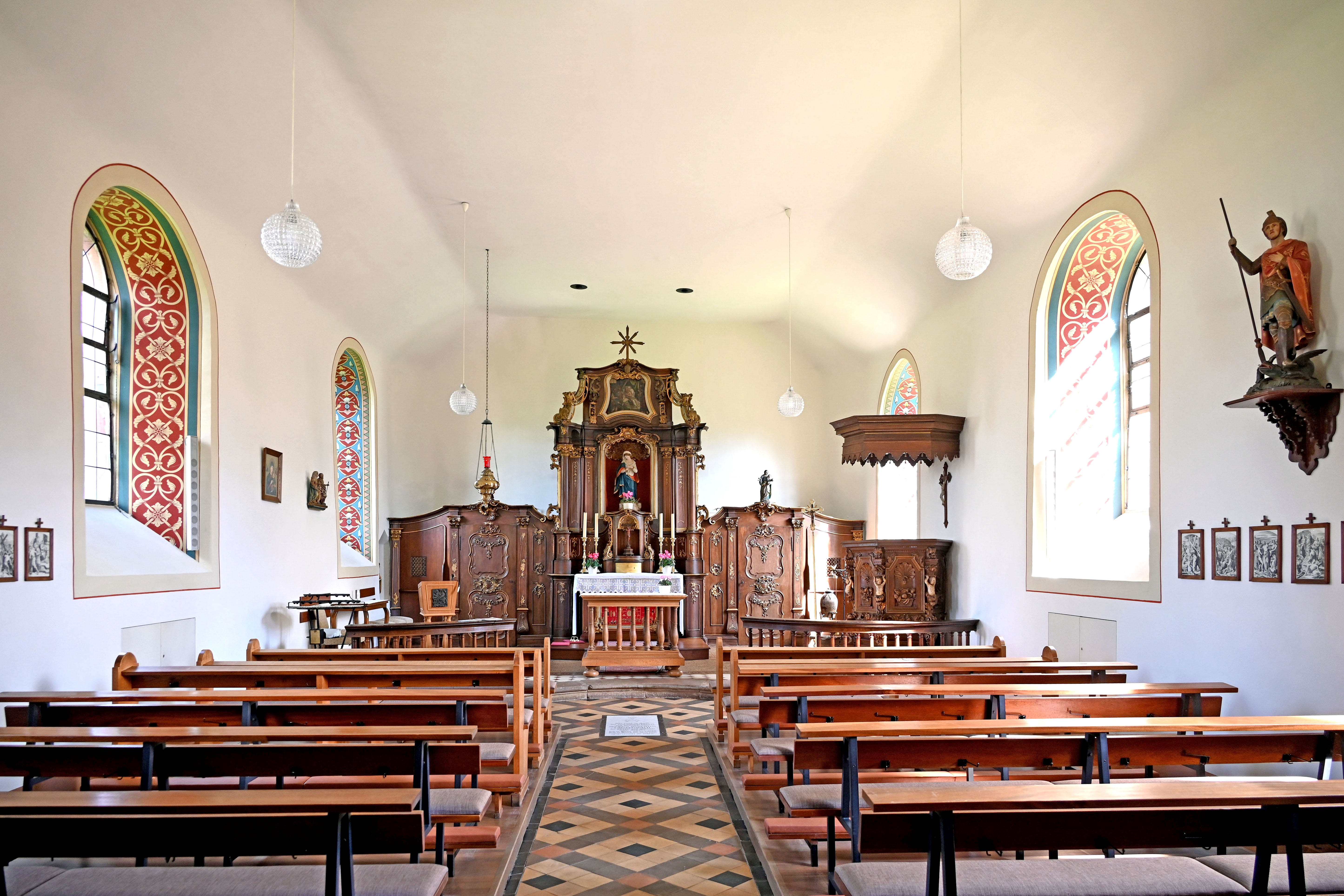
Innenraum
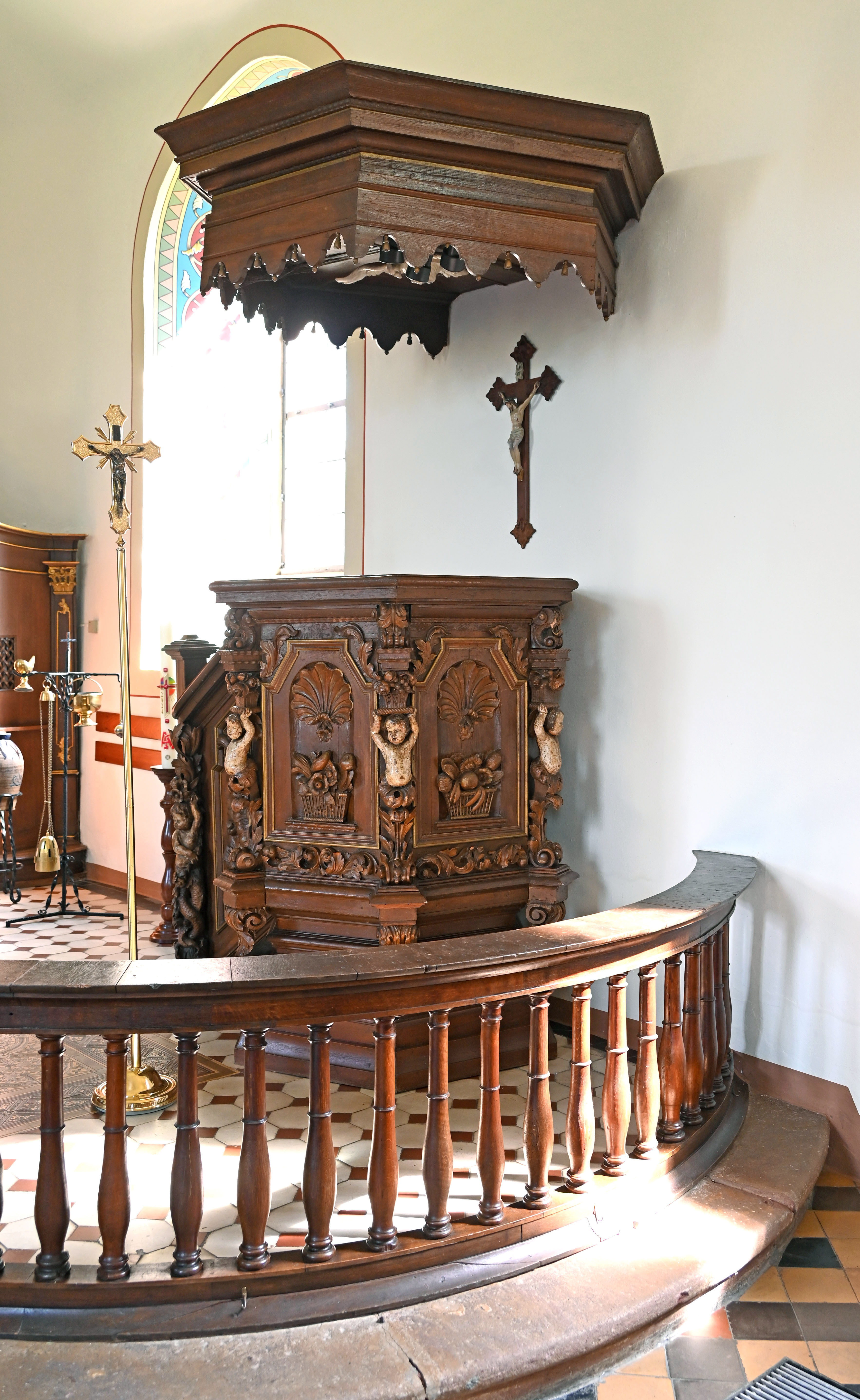
Barock-Kanzel
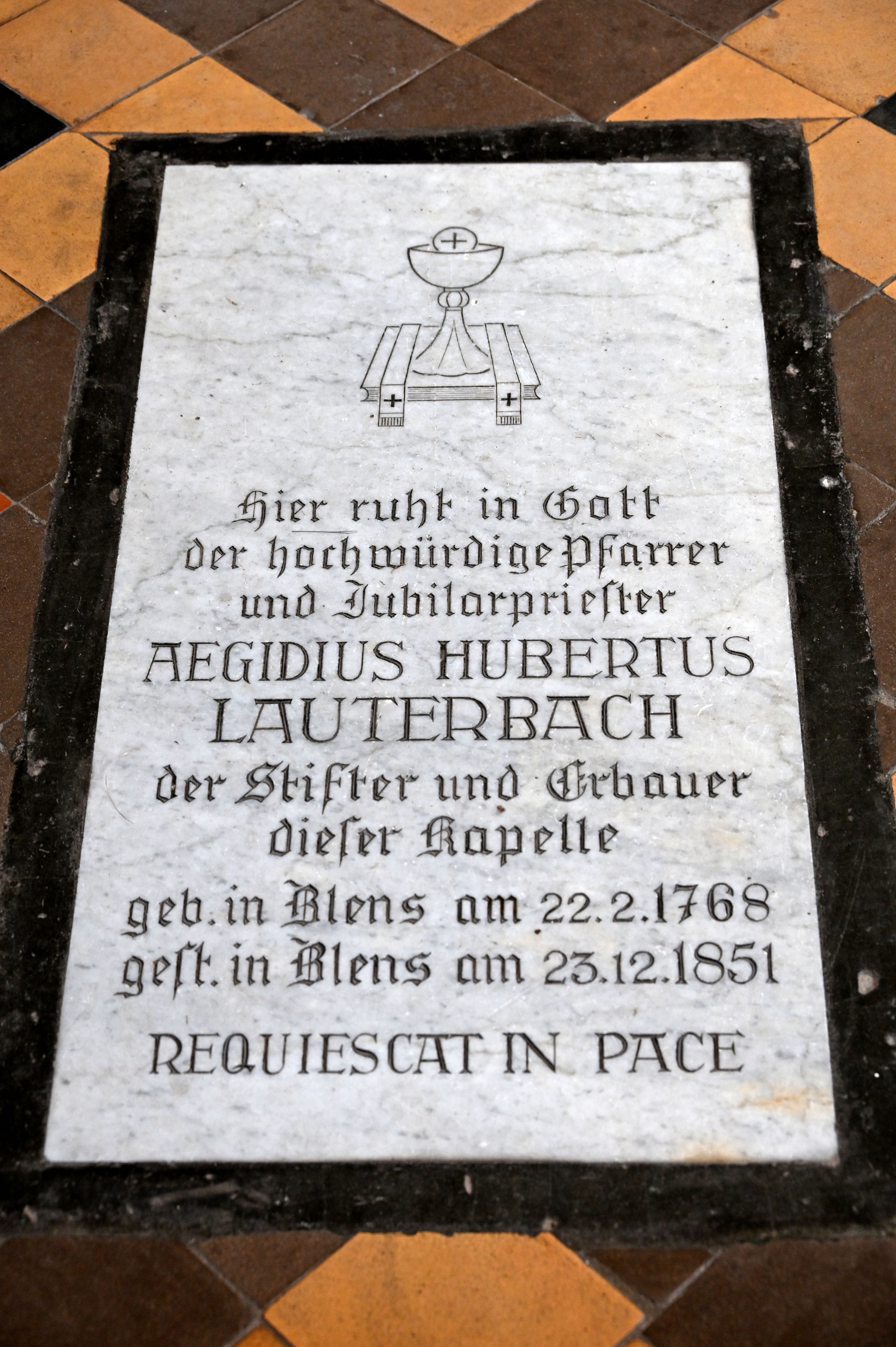
Gedenkstein

## Glocken
Im Dachreiter der Kapelle sind zwei Glocken aus Bronze aufgehängt, die beide bei der Gießerei Petit & Gebr. Edelbrock gegossen wurden:
- Die Georgsglocke wurde 1963 gegossen, wiegt 100 kg bei einem Durchmesser von 580 mm und klingt auf dem Schlagton e″-6.
- Die kleinere namenlose Glocke stammt aus dem Jahr 1922 und klingt auf g″-3; sie wiegt 85 kg bei einem Durchmesser von 515 kg.